# Peritiba
Peritiba is een gemeente in de Braziliaanse deelstaat Santa Catarina. De gemeente telt 2.977 inwoners (schatting 2009).

## Aangrenzende gemeenten
De gemeente grenst aan Alto Bela Vista, Concórdia en Ipira.